# Quilomicrón

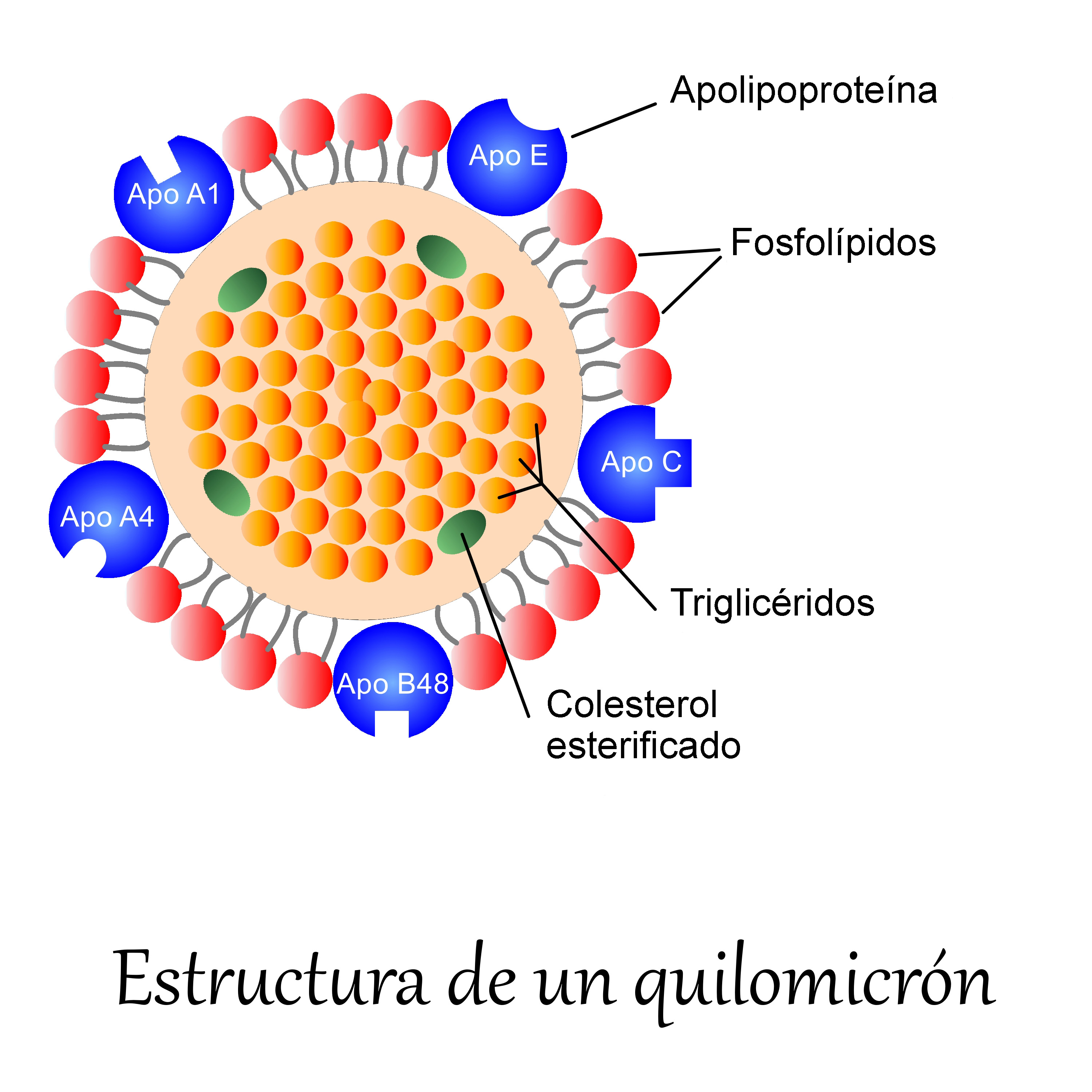
Estructura de un quilomicrón.

Los quilomicrones son lipoproteínas que tienen la función de transportar los lípidos procedentes de la dieta hasta el hígado y otros tejidos. Se sintetizan en las células de la pared intestinal (enterocitos) desde donde pasan al plasma sanguíneo. Son el tipo de lipoproteína de mayor tamaño, superando los 70 nm y con una densidad menor que 0,95g/ml. Su composición es en un 90% triglicéridos, 7 % fosfolípidos, 1% colesterol y 2% proteínas especiales llamadas apolipoproteínas. En circunstancias normales, no existen quilomicrones en sangre después de un ayuno de 12 horas.

## Introducción
Los quilomicrones son un sistema de transporte de lípidos procedentes del tubo digestivo hasta los tejidos y el hígado. Se sintetizan en el enterocito a partir de los lípidos provenientes de la dieta, pasan a los conductos linfáticos, desde donde llegan al conducto torácico que desemboca en el confluente yugulo-subclavio izquierdo y evéntualmente en la vena cava superior. Una vez en la corriente sanguínea se distribuyen por los tejidos, donde pierden los triglicéridos y se transforman en quilomicrones residuales, que devuelven la Apo CII a los HDL, y son captados por el hígado vía receptores de ApoE. La vida media de los quilomicrones en la sangre es muy corta, alrededor de una hora en la especie humana.

## Formación de quilomicrones
Las grasas ingeridas a través de la dieta atraviesan el estómago y alcanzan el intestino delgado donde forman micelas microscópicas gracias a la acción de las sales biliares que se liberan desde la vesícula biliar.  En la luz del intestino, los triglicéridos se transforman en monoglicéridos, diglicéridos, ácidos grasos libres y glicerol por la acción de las lipasas. Estas sustancias son absorbidas por los enterocitos de la mucosa intestinal y una vez en el interior de la célula se convierten de nuevo en triglicéridos. Dentro del enterocito los triglicéridos se unen a fosfolípidos, proteínas específicas (apoproteínas) y una pequeña cantidad de colesterol para formar  grandes agregados lipoproteicos denominados quilomicrones.
En las células del intestino delgado se sintetiza la apolipoproteína B48 (Apo B48), principal apolipoproteina de los quilomicrones, que es en realidad una isoforma truncada de la apolipoproteina B100. A medida que es sintetizada, la Apo B48 acepta diferentes tipos de lípidos, principalmente triglicéridos y en menor cantidad fosfolípidos y colesterol esterificado. El quilomicrón madura finalmente en el aparato de Golgi y mediante un proceso de exocitosis sale de la célula y pasa a la linfa mesentérica.

## Depuración
El proceso mediante el cual los quilomicrones son depurados de la sangre es bastante rápido, en el ser humano desaparecen antes de una hora. En este proceso se liberan ácidos grasos. Estos ácidos grasos van en un 80% al tejido adiposo, músculos y corazón. El 20% restante es metabolizado por el hígado.

## Apolipoproteinas
- ApoB-48, es específica y vital  para esta partícula, tiene un rol esencial en la síntesis, montaje y secreción de los quilomicrones. Se unen a partículas que se originan en el intestino delgado de acuerdo a la grasa ingerida que es transportada por los quilomicrones.
- ApoA-I, esta proteína se genera en el retículo endoplasmático de los enterocitos pero es transportada al aparato de Golgi de manera separada de los quilomicrones, uniéndose a ellos antes de que el quilomicrón maduro sea secretado. Esta proteína será el principal constituyente del HDL circulante, encontrándose también en grandes cantidades en los quilomicrones intestinales. Activa la LCAT e interactúa con los transportadores de ATP (Transportadores ABC).
- ApoA-II, cuantitativamente es la segunda proteína más importante en las HDL, diversos estudios demuestran que juega un importante rol en la regulación del metabolismo de triglicéridos.
- ApoC- II, que activará la lipoproteína lipasa, estas apolipoproteínas sobresalen de la superficie y que actúan como señales en el metabolismo y captación de componentes del quilomicrón.
- ApoC-III, quien inhibirá la proteína lipasa.
- ApoE, quien desencadena la eliminación de VLDL y de los remanentes de quilomicrones.